# 毛足菊属
毛足菊属（学名：Lasiopus）是菊科下的一个属。有些学者亦将该属并入大丁草属（Gerbera）。